# Palazzo del Podestà (Forlì)
Il palazzo del Podestà si trova in piazza Saffi a Forlì.
Fu edificato intorno al 1460 sulle rovine di un edificio costruito due anni prima e subito crollato. I lavori furono diretti da Matteo Di Riceputo, zio di Melozzo degli Ambrogi in stile gotico.
La facciata è realizzata in cotto locale che fu modellato sul posto. Il portico presenta gli archi a sesto acuto ornati da capitelli a foglia angolare con l'antica croce del popolo e lo stemma degli Ordelaffi. I due piani presentano ordini di finestre monofore e bifore.
Sulla facciata è presente un balconcino al piano nobile realizzato nel 1920 circa per coprire le tracce sulla parete dell'entrata della gabbia appesa fuori dal palazzo nel 1426 per esporvi i condannati o i loro cadaveri.

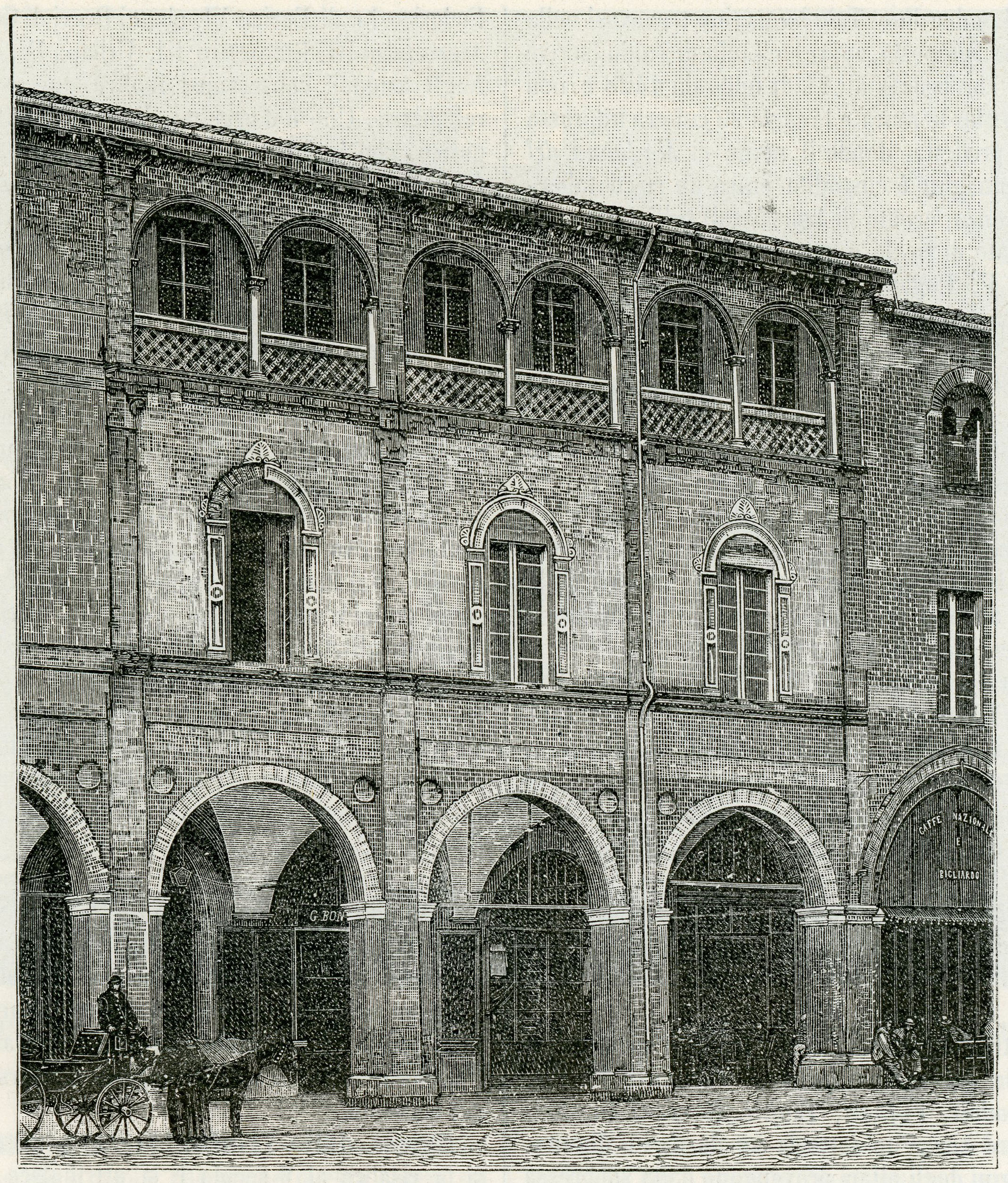
Palazzo del Podestà in una stampa di fine Ottocento